# Bão Chaba (2016)
Bão Chaba năm 2016, được biết đến ở Philippines với tên gọi Bão Igme, là cơn bão nhiệt đới mạnh thứ tư trong năm 2016 và là cơn bão nhiệt đới mạnh nhất đổ bộ vào Hàn Quốc kể từ Sanba năm 2012. Bão Chaba đã làm 7 người chết ở nước này. Bão Chaba là cơn bão thứ 18 và là cơn bão thứ 8 của mùa bão năm 2016 ở Thái Bình Dương.

## Cấp bão
Cấp bão (Nhật Bản): 115 kts – bão cuồng phong. Áp suất: 905 mbar (hPa)
Cấp bão (Hoa Kỳ): 150 kts – siêu bão cuồng phong cấp 5
Cấp bão (Đài Loan): 55 m/s (200 km/h) - siêu bão
Cấp bão (Hàn Quốc): 180 km/h (50 m/s) - siêu bão
Cấp bão (Hồng Kông): 220 km/h - siêu bão
Cấp bão (Macau): 212 km/h - bão cuồng phong
Cấp bão (Philippines): 195 km/h - bão cuồng phong
Cấp bão (Thái Lan): 215 km/h (115kts) - bão cuồng phong
Cấp bão (Trung Quốc): 215 km/h (60 m/s) - siêu bão

## Lịch sử khí tượng
Vào ngày 26 tháng 9, một áp thấp nhiệt đới đã phát triển khoảng 1.445   km (898 mi) phía đông-đông bắc của đảo Guam. Mặc dù môi trường rất thuận lợi, Cơ quan Khí tượng Nhật Bản (JMA) đã nâng cấp hệ thống này thành một cơn bão nhiệt đới và đặt cho nó cái tên Chaba vào cuối ngày hôm sau. Đầu ngày 28 tháng 9, Trung tâm Cảnh báo Bão Liên hợp (JTWC) đã đưa ra số hiệu 21W. lưu bùng nổ và cải thiện cấu trúc đối lưu tổng thể đã thúc đẩy JTWC nâng cấp nó thành một cơn bão nhiệt đới. Đến ngày 30 tháng 9, Chaba đã mạnh lên thành một cơn bão nhiệt đới dữ dội sau khi đối lưu sâu đã phát triển thành các điều kiện rất thuận lợi như gió cắt rất thấp và nhiệt độ mặt nước biển (SSTs) khoảng 30 độ C. Vào ngày 1 tháng 10, Chaba di chuyển vào khu vực trách nhiệm của Philippines, với PAGASA gán tên địa phương Igme, khi nó bắt đầu di chuyển theo hướng tây bắc. Vài giờ sau, cả hai cơ quan đã nâng cấp Chaba thành một cơn bão sau khi tổ chức và cấu trúc của nó đã được cải thiện rất nhiều. Trong ngày tiếp theo, Chaba trở nên cân xứng hơn khi các dải trung chuyển quấn vào đối lưu trung tâm sâu của nó, báo hiệu sự khởi đầu của sự hình thành xoáy thuận bùng nổ.
Tiếp tục xu hướng tăng cường của mình, bão Chaba đạt cường độ siêu bão cấp 5 với cường độ 5 nmi (9,3 km; 5,8 mi) mạnh mắt rộng được bao quanh bởi lõi đối lưu rất mãnh liệt do các SST rất ấm. Vào ngày 3 tháng 10, Chaba đạt cường độ cực đại với sức gió kéo dài 10 phút là 215   km/h (130   mph), gió duy trì trong 1 phút 280   km/h (175   mph), và áp suất trung tâm tối thiểu 905 mbar. Sau đó, JTWC tuyên bố rằng Chaba bắt đầu suy yếu, vì lõi của nó trở nên bất đối xứng, và Chaba suy yếu thành cơn bão mạnh cấp 4 vào ngày 4 tháng 10. Sau đó, sự suy yếu đáng kể đã khiến JTWC hạ cấp thành một cơn bão cấp 2, do tương tác với gió bắc-đông bắc mạnh. Vào lúc 10:00 sáng KST (01:00 UTC), Chaba đổ bộ Geojedo và sau đó đổ bộ vào Busan một giờ sau đó với sức gió 120   km/h (75   mph). Vào thời điểm đó, Chaba bắt đầu trải qua quá trình chuyển đổi thành xoáy thuận ngoài nhiệt đới và JTWC đã đưa ra cảnh báo cuối cùng vài giờ sau đó, trong khi hạ cấp hệ thống thành một cơn bão nhiệt đới. Đồng thời, JMA hạ cấp Chaba xuống một cơn bão nhiệt đới dữ dội. Sáu giờ sau, JMA đưa ra lời khuyên cuối cùng, khi bão Chaba trở thành xoáy thuận ngoại nhiệt đới.

## Dự báo
Hãng hàng không EVA Air và China Airlines đã hủy các chuyến bay đến Okinawa đã được lên kế hoạch vào ngày 3 tháng 10, đó là ngày cơn bão được dự báo sẽ ảnh hưởng đến Okinawa. EVA Air trước đây đã bị chỉ trích vì điều hành các chuyến bay đến các điểm đến bị ảnh hưởng bởi bão một tuần trước đó, khi cơn bão Megi đang ảnh hưởng đến khu vực.

## Ảnh hưởng

### Số liệu quan trắc bão[23]
| Quốc gia | Thời gian (UTC) | Trạm khí tượng | Gió duy trì trong 10 phút mạnh nhất (m/s - cấp gió) | Gió giật 3 giây mạnh nhất (m/s - cấp gió) | Áp suất mực nước biển thấp nhất (hPa) |
| -------- | --------------- | -------------- | --------------------------------------------------- | ----------------------------------------- | ------------------------------------- |
| Hàn Quốc | 5/10/2016 01:47 | 47159 Busan    |                                                     |                                           | 981,2                                 |
| Hàn Quốc | 5/10/2016 01:15 | 47159 Busan    | 16,7 - cấp 7                                        |                                           |                                       |
| Hàn Quốc | 5/10/2016 01:10 | 47159 Busan    |                                                     | 28,3 - cấp 11                             |                                       |
| Hàn Quốc | 4/10/2016 23:10 | 47168 Yeosu    |                                                     |                                           | 983,7                                 |
| Hàn Quốc | 4/10/2016 23:16 | 47168 Yeosu    | 29,4 - cấp 11                                       |                                           |                                       |
| Hàn Quốc | 4/10/2016 23:59 | 47168 Yeosu    |                                                     | 38,9 - cấp 13                             |                                       |
| Hàn Quốc | 4/10/2016 19:44 | 47184 Jeju     |                                                     |                                           | 983.6                                 |
| Hàn Quốc | 4/10/2016 19:20 | 47184 Jeju     | 29,0 - cấp 11                                       |                                           |                                       |
| Hàn Quốc | 4/10/2016 19:34 | 47184 Jeju     |                                                     | 47,0 - cấp 15                             |                                       |
| Hàn Quốc | 4/10/2016 19:20 | 47185 Gosan    |                                                     |                                           | 977,3                                 |
| Hàn Quốc | 4/10/2016 19:31 | 47185 Gosan    | 49,0 - cấp 15                                       |                                           |                                       |
| Hàn Quốc | 4/10/2016 19:22 | 47185 Gosan    |                                                     | 56,5 - cấp 17                             |                                       |
| Hàn Quốc | 4/10/2016 19:27 | 47186 NTC      |                                                     |                                           | 968,1                                 |
| Hàn Quốc | 4/10/2016 20:28 | 47186 NTC      | 21,0 - cấp 9                                        |                                           |                                       |
| Hàn Quốc | 4/10/2016 20:11 | 47186 NTC      |                                                     | 36,9 - cấp 13                             |                                       |
| Hàn Quốc | 4/10/2016 19:54 | 47188 Seongsan |                                                     |                                           | 964,3                                 |
| Hàn Quốc | 4/10/2016 19:08 | 47188 Seongsan | 19,5 - cấp 8                                        |                                           |                                       |
| Hàn Quốc | 4/10/2016 19:17 | 47188 Seongsan |                                                     | 30,4 - cấp 11                             |                                       |
| Nhật Bản | 3/10/2016 15:41 | 47929 KUMEJIMA |                                                     |                                           | 957,2                                 |
| Nhật Bản | 3/10/2016 15:43 | 47929 KUMEJIMA | 39,6 - cấp 13                                       |                                           |                                       |
| Nhật Bản | 3/10/2016 15:42 | 47929 KUMEJIMA |                                                     | 56,8 - cấp 17                             |                                       |
| Nhật Bản | 5/10/2016 11:15 | 47605 KANAZAWA |                                                     |                                           | 997,5                                 |
| Nhật Bản | 5/10/2016 12:12 | 47605 KANAZAWA | 23,1 - cấp 9                                        |                                           |                                       |
| Nhật Bản | 5/10/2016 12:09 | 47605 KANAZAWA |                                                     | 43,4 - cấp 14                             |                                       |

## Những thiệt hại
Cơn bão đã gây ra những thiệt hại lan rộng trên khắp các khu vực phía Nam của Hàn Quốc, làm ít nhất 7 người chết và 3 người mất tích. Giao thông bị gián đoạn, với hàng trăm chuyến bay bị hủy, trong khi hơn 220.000 hộ gia đình bị mất điện. Chaba là cơn bão mạnh nhất tấn công đất nước kể từ Sanba năm 2012, và là cơn bão mạnh nhất tháng 10 đổ bộ Triều Tiên, lập kỷ lục mới về tỷ lệ mưa trên đảo Jeju. Lũ lụt cũng được báo cáo ở các thành phố phía nam Hàn Quốc Ulsan, Gyeongju và Busan. Thiệt hại được báo cáo ở 143.3 ₩   tỷ (129 triệu đô la Mỹ).